# HD 131511
HD 131511, nota anche con la sigla di stella variabile DE Boötis, è una stella binaria di magnitudine 6,01 situata nella costellazione di Boote. Dista 37,5 anni luce dal sistema solare.

## Osservazione
Si tratta di una stella situata nell'emisfero celeste boreale; grazie alla sua posizione non fortemente boreale, può essere osservata dalla gran parte delle regioni della Terra, sebbene gli osservatori dell'emisfero nord siano più avvantaggiati. Nei pressi del circolo polare artico appare circumpolare, mentre resta sempre invisibile solo in prossimità dell'Antartide. La sua magnitudine pari a 6 la pone al limite della visibilità ad occhio nudo, pertanto per essere osservata senza l'ausilio di strumenti occorre un cielo limpido e possibilmente senza Luna.
Il periodo migliore per la sua osservazione nel cielo serale ricade nei mesi compresi fra fine marzo e agosto; da entrambi gli emisferi il periodo di visibilità rimane indicativamente lo stesso, grazie alla posizione della stella non lontana dall'equatore celeste.

## Caratteristiche fisiche
DE Boötis è una binaria spettroscopica in cui la principale è una stella nana arancione di sequenza principale e tipo spettrale K2V, classificata come variabile RS Canum Venaticorum; la sua magnitudine fluttua da 5,97 a 6,04 in un periodo di 10,39 giorni.
La componente secondaria, la cui massa è stimata in 0,45 volte quella del Sole, dista mediamente 0,52 UA dalla principale. L'orbita della secondaria è piuttosto eccentrica (ε = 0,51) e il periodo orbitale è di 125,4 giorni.
la magnitudine assoluta combinata è di 5,7 e la sua velocità radiale positiva indica che la stella si sta allontanando dal sistema solare.